# Valaida Snow
Pour les articles homonymes, voir Snow.
Valaida Snow, née le 2 juin 1904, à Chattanooga dans le Tennessee, morte le 30 mai 1956, à New York est une chanteuse et musicienne américaine de jazz, quelquefois surnommée « Little Louie ». Elle est réputée pour son tempérament, son swing et la puissance de son jeu à la trompette, bien que longtemps snobée par la presse blanche. Dans les années 1920, elle participe aussi comme danseuse aux comédies musicales noires de Broadway. Durant la décennie suivante, elle contribue également à la diffusion du jazz en Europe.

## Enfance
L'année de sa naissance a longtemps été indéterminée : 1900 ?, 1901 ? 1905 ? 1907 ?, avant que son biographe Mark Miller ne la fixe avec précision en 1904, preuves à l'appui,,.
Valaida Snow a quelquefois enjolivé ou dramatisé son existence. La légende a, elle-même, amplifié ou créé certains faits, et il n'était pas facile, avant les travaux de Mark Miller, qui s'appuient sur des coupures de presse et des témoignages de musiciens, de distinguer le vrai du faux. On a ainsi cru que Valaida était issue d'un mariage mixte, son père, John, étant blanc, et sa mère, Etta, étant noire. On a dit aussi que le père avait été victime de membres du Ku-Klux-Klan... Mais les deux parents ont été recensés comme mulâtres, comme l'indique Miller. 
La mère était professeure de musique. Le père dirigeait une troupe itinérante baptisée Pickaninny Troubadours, composées des enfants du couple, d'orphelins adoptés, de nains, etc., les présentant dans des théâtres noirs et des scènes diverses à travers le Sud,. La légende décrit John Snow comme plein de qualités. Selon Miller pourtant, il faisait jouer sa petite troupe du matin au soir, forçant les enfants  à mendier, les vêtant de haillons, gardant l'argent pour lui. Mark  Miller a aussi prouvé que Valaida s'appelait en fait Valada : elle n'a ajouté le i pour devenir Valaida qu'en 1931.
Professeur de musique diplômée de l'université Howard, Etta, leur mère, aurait appris une dizaine d'instruments à Valaida, dont la trompette, qui la rendra célèbre. Selon Sherman Yellen, auteur de la notice du double CD Valaida Snow, queen of trumpet and rhythm (8455 - DRG), Valaida forma avec sa sœur Lavada le duo Snow's Gold Dust Twins pour le show familial. Il empruntait le circuit TOBA (Theatre Owners Booking Association), organisé par les Noirs pour défendre leurs intérêts.

## Débuts et succès
Elle se fraye alors un chemin dans le monde du spectacle, en  chantant et en jouant de la trompette dans les clubs chauds de Chicago : on la surnomme Little Louie, tant son jeu rappelle celui d'Armstrong. Puis elle danse, à New-York, dans les revues Holiday in Dixieland et Follow me. Noble Sissle et Eubie Blake la remarquent et l'engagent dans plusieurs revues et comédies musicales dontChocolate Dandies, Shuffle along et Rhapsody in black, en compagnie d'Ethel Waters, avec qui elle se fâche,,. 
En 1926, elle joue dans une revue de Will Master, fait scandale en s'habillant en homme, s'envole pour Shanghai. Puis elle joue dans la revue Blackbirds en tournée à Londres et en Europe, et enregistre avec des musiciens locaux. De retour aux USA, Chick Webb l'engage. Puis elle participe à la Grand Terrace Revue à Chicago, et retourne en Europe, où son swing et ses excentricités ravissent (elle se déplace en Mercedes couleur orchidée, son chauffeur et son singe de compagnie portent des livrées de la même couleur). Elle défraie la chronique par des liaisons, avec Earl Hines par exemple, mais Maurice Chevalier est évoqué également. Elle tourne dans plusieurs films dont Pièges, de Robert Siodmak, et l'Alibi, de Pierre Chenal. Elle parcourt l'Europe de l'Est jusqu'en URSS, revient au Grand Terrace de Chicago, où elle épouse Annias Berry, un tap-danser de 19 ans, alors qu'elle en a plus de 30. Le mariage ne dure pas longtemps.

## Emprisonnement et déclin

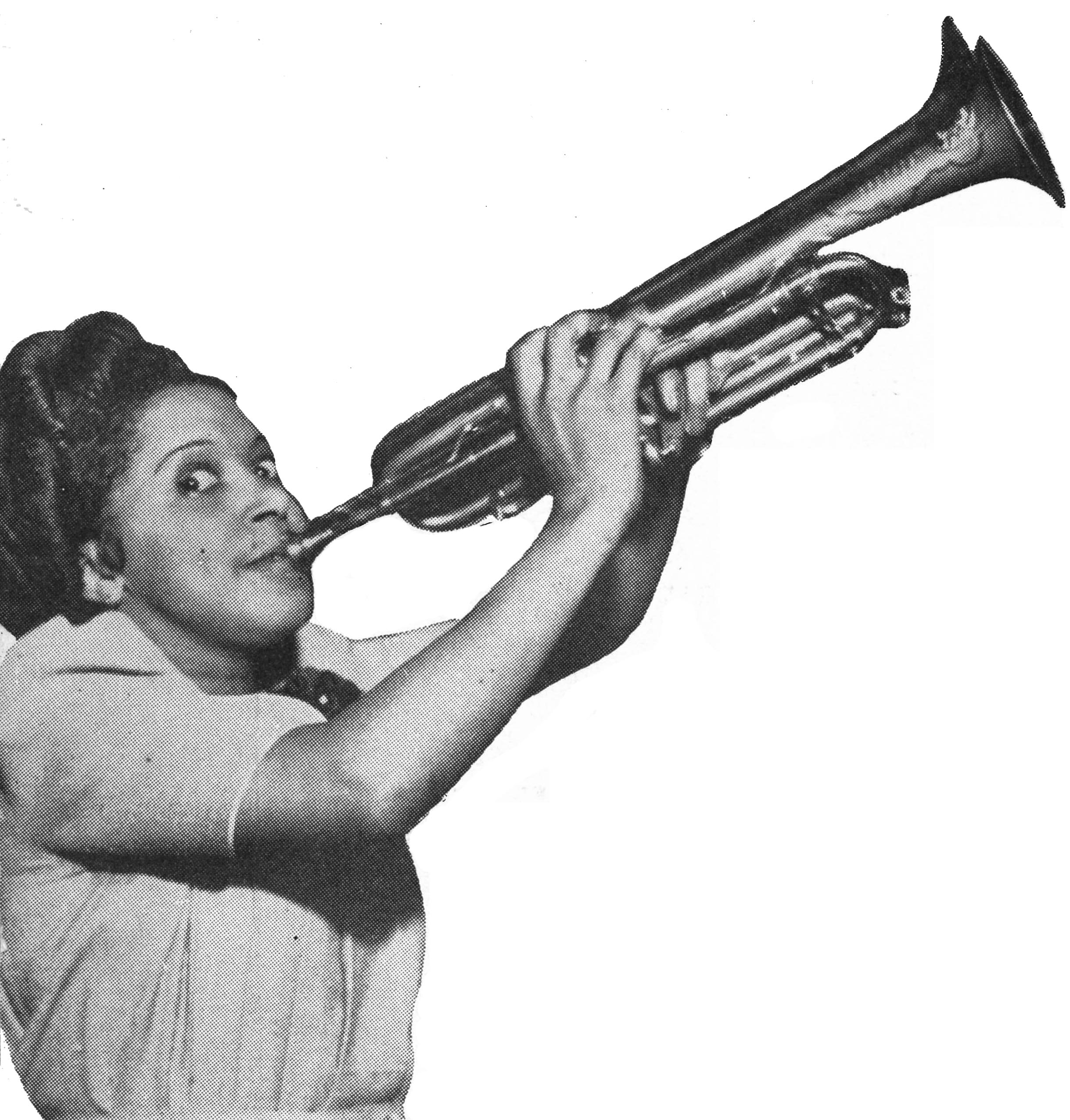
Vers 1940.

On la retrouve à Los Angeles, puis elle regagne l'Europe. Elle s'envole en 1941 pour Copenhague, pensant y être en sécurité : elle y mène une existence errante pendant quelques mois, mais c'est l'année que choisit le Reich hitlérien pour envahir ce pays. Accusée de vol et de trafic de drogue, elle est enfermée  durant cinq mois dans la prison Ouest (en danois : Vestre Fængsel) située à Copenhague. Mais, à son retour aux États-Unis, elle laisse courir le bruit qu'elle a été enfermée dans un camp de concentration : son biographe Mark Miller a rétabli, depuis, les faits,. 
Elle se marie à nouveau, avec son manager Earle Edwards, se produit à l'Apollo de Harlem et au Café Society. En 1949, elle se produit au Town Hall de New York. Elle meurt d'une hémorragie cérébrale le 30 mai 1956, à 51 ans, lors d'un engagement au Palace Theater de New York,.
Dans Around the world, elle chante en rerecording avec elle-même. Ce morceau troublant, plein de charme, illustre bien son double visage: il y a deux Valaida Snow: la vraie, et le personnage de légende, qu'elle a contribué  à inventer, et qui a inspiré des auteurs de fiction. 
Durant sa carrière, elle aura joué et/ou enregistré avec Count Basie, Willie Lewis, Fletcher Henderson, Bill Coleman, Django Reinhardt, etc., mais n'a pas bénéficié d'autant d'enregistrements que ses homologues masculins comparables.

## Postérité
En 1982, un album de morceaux oubliés ont été publiés par Rosetta Records, la maison de disques de Rosetta Reitz.
Son existence hors du commun a inspiré une biographie en 2007, de Mark Miller, qui tente de démêler les faits réels, ainsi que deux romans fictionnels en 2004 et 2008. Une  bande dessinée biographique a été publiée dans la collection BDJazz en 2012.